# Flertalsdiktatur
Flertalsdiktatur er en nedsættende betegnelse, som bruges om en beslutningsprocedure, der kun fuldt opfylder det ene krav til demokratisk procedure, at der er foregået en afstemning og en flertalsafgørelse. Udtrykket anvendtes vist nok første gang den 28. december 1936 af Jyllandsposten.

## Theodor Geiger
Udtrykket toges op i 1937 af Theodor Geiger i artiklen "Om Forholdet mellem Liberalisme og Demokrati" i Nationaløkonomisk Tidsskrift, hvor han blandt andet skriver:
"det væsentlige er, at troen på saglig diskussion som kilde til en viljes syntese danner grundlag. Denne franske oplysningstanke synes mig at være utopisk. Der findes ikke nogen praktisk-politisk sandhed, som hele demos kan blive enige om; der findes kun interesseprægede offentlige meninger, repræsenteret af partierne. Indtager man denne pessimistiske holdning, så er parlamentarismen — fra et liberalt synspunkt — sikkert ikke ideal, men den eneste praktiske mulighed, sålænge der ikke er opfundet noget bedre. Det gør ikke noget, at der i virkeligheden ikke foregår nogen saglig diskussion; det vilde være nok, hvis man opgav det hykleriske krav om, at hvert parlamentsmedlem skal føle sig som folkets, ikke som sit partis repræsentant. Det er parlamentarismens ærliggørelse, ikke dens afskaffelse, vi trænger til. Partierne, som talerør for konkurrerende magtbestræbelser skal slås eller forliges — helst det sidste. — I nyere tid har der tit været tale om flertalsdiktatur; et fjollet og uærligt ord, som kun dårligt skjuler mindretallets afmægtige over — at være mindretal. Den politiske kurs efter flertallets vilje er ikke ideel, men i hvert fald bedre end en politik efter et fåtals ønsker. I øvrigt kan saglig diskussion ikke hidføre andet end et kompromis; det samme gør magtkonkurrencen på sin måde. Et flertal udnytter aldrig sin magt til bristepunktet, men tager af taktiske grunde på forhånd et hensyn til oppositionen. Og her får parlamentet — bortset fra det mere saglige kommissionsarbejde — en demokratisk værdi som scene for en "skindiskussion"; Regering og partier er nødt til at forsvare deres magtpolitiske og interesseprægede standpunkter med fornuftgrunde".
Af formuleringen ses, at Geiger anså udtrykket ikke som en afvigelse fra demokratiets principper men som et udtryk opfundet af det frustrerede mindretal, der ikke vil godkende flertallets afgørelse. Senere, i 1947, udvikler han denne betragtning derhen, at den gruppe, der den ene dag udgør flertallet, den næste kan komme i mindretal. Denne svingning mellem ulige flertal sikrer, at flertallet derfor vil tage hensyn til mindretallet "netop fordi flertallet ikke kan påregne at holde stillingen i al evighed. Flertallets hensyntagen til mindretallet er her ikke blot et moralsk spørgsmål, men garanteret gennem selve den demokratisk-parlamentariske mekanisme".

## Hal Koch
Ganske anderledes så Hal Koch på forholdet. I sin bog "Hvad er demokrati?" fra 1945 gennemdrøfter han – uden ligefrem at anvende udtrykket – forskellen mellem demokrati og flertallets diktatur. Om demokratiet skriver han blandt andet:
"Dets væsen beror på dette, at man mødes og tales ved, at man gennem samtalen når til en bedre og rimeligere forståelse og derudfra formår at træffe en afgørelse, som ikke alene tjener en enkelt person eller klasse, men som tager rimeligt hensyn til helheden",
og han tilføjer:
"Ofte har man – til skade for demokratiets anseelse betragtet selve afstemningen som det væsentlige. Var en ting blot vedtaget ved afstemning, var der ingen tvivl om dens berettigelse. Så var demokratisk set alt i orden. Så let går det imidlertid ikke. Ellers ville der ikke – demokratisk set – være noget at bebrejde nazismen i Tyskland, og der findes adskillige stater, hvor enhver afstemning, hvis den da overhovedet er mulig, ville medføre et rent autoritært styre. Værre er det imidlertid, at man ud fra denne overvurdering af "afstemningen" næsten med indre nødvendighed tvinges over i den konsekvens, som mere end noget andet har bidraget til at bringe demokratiet i vanry, nemlig den påstand, at det altid er flertallet, som har ret. For enhver, der tænker sig lidt om, er dette jo en uhyrlighed".
Og sluttelig giver han denne rammende skildring af flertalsdiktaturet:
"Der findes et sted her i landet et sogneråd, i hvilket der er to grupper, en flertalgruppe på 7 medlemmer og en mindretalsgruppe på 4 medlemmer. Flertallet er således solidt, og der er ingen grund til at tro, at det skulle kunne rokkes i de første mange år. I møderne går det meget ofte således til, at flertallet kort og knapt fremsætter det forslag, som man i gruppen er blevet enig om. Derefter får oppositionen ordet. Det er jo en demokratisk forsamling! Den afgiver et langt og velbegrundet indlæg, som viser vanskelighederne ved sagen. Under dette indlæg kan ingen se, om flertalsgruppens medlemmer hører efter eller sover, men vi må vel gå ud fra, at de gør det første. Når oppositionen har fremsat sine indvendinger, kan det ske, at formanden eller en anden siger et par ord – gerne temmelig hvasse ord. Men man er sjælden nået ret langt, før flertalsgruppen foreslår, at man går over til afstemning. En videre drøftelse finder man som regel ikke nødvendig. Det er det heller ikke. For flertallet har afgjort sagen i forvejen og bryder sig ikke en døjt om modparten eller dens synspunkter. Men mødet slutter altid med en god demokratisk afstemning, hvor stemmerne mærkelig nok falder 7 mod 4, hvorefter man går hver til sit, overbevist om at have gjort et godt demokratisk arbejde. Har ordet ikke været frit, er sagen ikke blevet afgjort ved afstemning, og har flertallet ikke fået lov at bestemme? Hvad vil man mere?"

## Erling Olsen
Senere blev udtrykket anvendt af Erling Olsen i artiklen "Interessegrupperne og den økonomiske politik" i Nationaløkonomisk Tidsskrift 1959, hvor han i en drøftelse af ulige interessegrupper og deres mulige indflydelse på den førte økonomiske politik blandt andet skriver:
"den økonomiske politik udformes til gavn for de mange og skade for de få, fordi de manges organisationer er mere slagkraftige end de fås. Muligheden for flertalsdiktatur er imidlertid en systematisk fejl ved demokratiet. Den kan rettes ved mindretalsgarantier".
Hos Erling Olsen betegner udtrykket således, som hos Hal Koch, en tilstand, hvor flertallet ikke tager hensyn til mindretallet. Og som Hal Koch er han tilhænger af tiltag for at modvirke dette.

## 1990-erne
Endnu senere er udtrykket anvendt af blandt andre Tim Knudsen (1993) og Hans Aage (1994) til beskrivelse af den tilstand, hvor et flertal "majoriserer" (det vil sige gennemtvinger sin vilje uden hensyn til mindretallet). For dem, som for Hal Koch, betegnes med udtrykket en tilstand, hvor flertallet dikterer sin vilje, og hvor ingen lytter til endsige tager hensyn til mindretal.